# Миколаївський авіаремонтний завод
Миколаївський авіаремонтний завод — розташований у місті Миколаїв (Аеродром Кульбакине). Заснований 29 вересня 1939 року.

## Історія
Державне підприємство «Миколаївський авіаремонтний завод» НАРП було засновано 29 вересня 1939 року на базі авіаремонтних майстерень при училищі пілотів «Главсевморпути», яке потім змінило назву на «Військово-Морське авіаційне училище ім. Леваневського», м. Миколаїв.
У період з 1939 по 1941 роки авіаремонтні майстерні виконували ремонт літаків У-2, Р-5, МБР-2, Р-6, Р-10 та авіаційних двигунів М-11, М-17, М-22, які перебували на озброєнні військово- морської авіації. У липні 1941 року через загрозу окупації м. Миколаєва військами нацистської Німеччини, авіаремонтні майстерні евакуюються на ст. Безенчук Куйбишевської області.
У 1942–1943 роках в майстернях проводиться збирання 40 літаків Р-10 і 12 літаків Пе-2, які після складання, доведення і випробувань відправлялися на фронт.
Після звільнення України від німецько-фашистських загарбників у вересні-грудні 1944 року, майстерні передислокуються в с. Степанівка Херсонської області, де і перебували по 1949 рік. У цей час виконується ремонт літаків Ту-2, Іл-4, По-2, авіаційних двигунів М-17, М-11, М-105, М-100.
8 січня 1947 авіаремонтні майстерні при ВМАУ ім. Леваневського переформовано на 793 авіарембазу. Їй було надано умовне найменування «військова частина 69223».
У вересні 1949 року 793 авіарембаза перебазується до нового місця розташування у м. Миколаїв на станцію Кульбакине. Чисельність авіарембази становила 250 осіб військовослужбовців і близько 150 осіб, вільно найманих. У цей час проводиться ремонт літаків Пе-2, Іл-4, Ту-2 і двигунів АШ-82, АШ-88Б.
На початку 50-х років, 793 авіарембаза освоїла ремонт літаків Лі-2, Іл-28 і двигуна ВК-1, завдяки чому з'явилася гостра потреба у розширенні виробничої бази.
Воістину переломними в житті заводу, стали кінець 50-х початок 60-х років. Починається освоєння нового покоління літаків Ту-16 і двигунів РД-3М-500. Нарощуються виробничі потужності, завод стає одним з провідних підприємств авіації ВМФ.
Директивою Головного штабу ВМФ від 17 лютого 1960 793 авіарембаза реформована в 328 завод з підпорядкуванням його начальнику 33 навчального центру авіації ВМФ.
Другим значним етапом в житті підприємства стало освоєння ремонту літаків Ту-95. Перший літак цього типу, після виконання ремонтних робіт, облітаний випробувальним польотом 1972 року. Враховуючи виробничі можливості, підготовленість фахівців, розташування поряд заводу «Зоря - Машпроєкт», Командування ВМФ в 1965 році ставить перед нашим підприємством завдання приступити до освоєння ремонту морських газотурбінних установок (ГТУ).
Отже, починаючи з 1963 року, 328 завод ремонтує: літаки Ту-16 різних модифікацій, а також авіадвигуни АМ-3, РД-3М, РД-3М-500, морські двигуни ГТУ-2, ГТУ-2А, ГТУ-2М, Д −2Б, М-2.
У період з 1972 по 1977 роки крім літаків Ту-16 освоєно ремонт літаків Ту-95 РЦ, а з 1978 року Ту-142. Завдяки важливості поставлених завдань, обсягам виробництва з ремонту літаків Ту-16, Ту-95, Ту-142, авіаційних двигунів і морських ГТУ, радіоелектронного, навігаційного обладнання та озброєння, значно розширюється виробнича база, оновлюється верстатне і стендове обладнання, ведеться підготовка та навчання фахівців, активно будується житло та об'єкти соціальної сфери.
Початок 80-х років увійшов в історію заводу як новий етап в освоєнні ремонту літака третього покоління Ту-22М.
З жовтня 1985 року, 328 АРЗ (в / ч 69223) було перепідпорядковано Головнокомандувачу ВМФ СРСР.
Після розпаду СРСР, 1992 року підприємство входить в структуру ремонтної мережі Міністерства оборони України і підпорядковується ВПС ЗС України. Значно скорочуються обсяги виробництва.
У цей час перед керівництвом заводу, трудовим колективом стоять складності і життєво важливі завдання: збереження виробництва і фахівців, збереження свого призначення як ремонтного авіаційного підприємства, підготовка і організація виробництва з випуску багатьох товарів народного споживання.
У період з 1993 р. колектив заводу в рекордно короткі терміни освоює ремонт літака Су-24 всіх модифікацій, освоює і виконує ремонт авіаційних двигунів НК-8-2У, Д-30КП, АІ-8, ТА-6А, М-14П, М −14В26, обладнання літаків цивільної авіації (Ан-12, Ан-24/26, Ан-32, Іл-18, Іл-38, Іл-62, Як-40/42, Ту-134, Ту-154), виконуються ремонт та регламентні роботи на літаках типу Іл-76.
У 1996 р. найменування в/ч 69223 замінено на в/ч А-4475 «Державне підприємство Міністерства оборони України» Миколаївський авіаремонтний завод «НАРП».
У 1999–2000 роках Конструкторським бюро заводу було сконструйовано надлегкий літак «НАРП-1». У 2000 році виготовлений перший літак. У 2000–2002 роках надлегкий літак «НАРП-1» пройшов заводські і державні льотні випробування, процедуру сертифікації наслідком яких стало отримання Сертифікату типу та Сертифікату виробництва. З 2002 року налагоджено серійне виробництво літаків «НАРП-1» на підприємстві.
У 2006 р. ДП «НАРП» входить до складу Державного господарського об'єднання концерну «Авіавоєнремонт». Також 2006 року, за розпорядженням Кабінету Міністрів України на території заводу був відкритий пункт пропуску через державний кордон, що дозволило приймати і відправляти літаки з-за кордону, які прибувають для ремонту та технічного обслуговування на аеродром базування підприємства «Кульбакине».
З 2008 р. завод починає освоювати контрольно-відновлювальний ремонт літаків Іл-76МД, Іл-78, а також ведуться роботи з освоєння капітального ремонту двигунів Д-30КП (КП-2).
У 2011 р. Державне підприємство «Миколаївський авіаремонтний завод» НАРП увійшло до складу державного концерну «Укроборонпром».
Миколаївський авіаремонтний завод “НАРП” здійснив контрольно-відновлювальний ремонт військово-транспортного літака Повітряних сил ЗСУ ІЛ-76МД б/н 76697 (cn 0063470118) 1986 року випуску. Варто відзначити, що починаючи з 2014 року це вже другий Іл-76МД, який пройшов ремонт на “НАРПі” та отримав сірий камуфляж. Крім того, згідно відомостей Prozorro, НАРП також здійснював продовження строків служби іншим Іл-76МД ПС ЗСУ.

## Сьогодення
На сьогоднішній час (початок 2020-х) підприємство виконує:
- Контрольно-відновлювальний ремонт літаків Іл-76МД, Іл-78 і середній ремонт агрегатів заправлення УПАЗ, для чого створена унікальна стендова база;
- Середній ремонт літаків Су-24 всіх модифікацій. Проводиться розширення виробничих потужностей, що дозволяють виконувати збирання комплектів обладнання для модернізації літаків типу Су-24;
- Розширений середній ремонт двигунів Д-30КП (КП-2);
- Капітальний ремонт допоміжних силових установок ТА-6А (А1, Б, В), ТА-6В, ТГ-16М, АІ-8, газотурбінних установок М2БЕ, Д2Е, Д2К, М8Г, Д3Е, М5Е, М7К, газотурбінних двигунів ДР59Л, ДО −14, ДЖ-59Л2 (Л3). Також триває робота з освоєння капітального ремонту двигунів Д-30КП (КП-2), розширення переліку устаткування, що ремонтується, літаків цивільної авіації.